# Landolphia pyramidata
Landolphia pyramidata är en oleanderväxtart som först beskrevs av Jean Baptiste Louis Pierre, och fick sitt nu gällande namn av J.G.M. Persoon. Landolphia pyramidata ingår i släktet Landolphia och familjen oleanderväxter. Inga underarter finns listade i Catalogue of Life.